# Alte Maße und Gewichte (römische Antike)
Das römische Maßsystem beruht – wie viele vormetrische Maße – auf der Nippur-Elle und auf den mesopotamischen, ägyptischen und griechischen Systemen.
Es galt grundsätzlich im ganzen Römischen Reich, es muss aber beachtet werden, dass es einerseits regionale Unterschiede in der Verwendung von Maßen gab (zum Beispiel das Leugenmaß in den gallischen Provinzen), andererseits weder präzise noch jederzeit verfügbare Normwerte. Selbst Präzisionsmessungen mit hoher relativer Genauigkeit wurden daher mit jeweils eigenen, von anderen Präzisionsmessungen gegebenenfalls geringfügig abweichenden Einheiten vorgenommen. Abweichungen von den (mit modernen Methoden errechneten) Erwartungswerten sind daher vollkommen normal, Umrechnungen in moderne Maßeinheiten wie in den Tabellen dieses Artikels können daher nur Näherungswerte sein und dienen nur der Orientierung.
Das römische System wirkt bis heute in vielen späteren Einheiten fort, zum Beispiel in den englischen Maßen. So verhält sich der englische Fuß zum römischen Fuß wie 36 zu 35. Das Verhältnis des römischen Fußes zum kyrenaischen Fuß beträgt 24 zu 25.
Die Bezeichnung „römischer Fuß“ ist eigentlich anachronistisch, weil ebendieser Fuß bereits 2000 Jahre vor Rom den alten Ägyptern als ägyptischer Nippurfuß geläufig war. In Griechenland wird er als attischer Fuß bezeichnet.

## Längenmaße
| Römische Längenmaße | Römische Längenmaße | Römische Längenmaße | Römische Längenmaße | Römische Längenmaße | Römische Längenmaße | Römische Längenmaße | Römische Längenmaße | Römische Längenmaße | Römische Längenmaße |  | pedes |
| digitus             |                     | Fingerbreit         | =                   | ¼                   | palmus              | ≈                   | 18,5                |                     | mm                  |  | 1/16  |
| palmus              |                     | Handbreit           | =                   | ¼                   | pes                 | ≈                   | 74,0                |                     | mm                  |  | ¼     |
| pes (Mz. pedes)     |                     | Fuß                 | =                   | 1                   | pes                 | ≈                   | 296,0               |                     | mm                  |  | 1     |
| cubitus             |                     | Elle                | ≈                   | 1 ½                 | pes                 | ≈                   | 444,0               |                     | mm                  |  | 1 ½   |
| gradus              |                     | Einzelschritt       | =                   | 2 ½                 | pes                 | ≈                   | 740,0               |                     | mm                  |  | 2 ½   |
| passus              |                     | Doppelschritt       | =                   | 2                   | gradus              | ≈                   | 1,480               |                     | m                   |  | 5     |
| pertica             |                     | Rute                | =                   | 2                   | passus              | ≈                   | 2,96                |                     | m                   |  | 10    |
| actus               |                     | Arpent              | =                   | 12                  | perticae            | ≈                   | 35,52               |                     | m                   |  | 120   |
| stadium             |                     | Stadion             | =                   | ⅛                   | mille passus        | ≈                   | 185,0               |                     | m                   |  | 625   |
| mille passus        |                     | Meile               | =                   | 1000                | passus              | ≈                   | 1,48                |                     | km                  |  | 5000  |
| leuga               |                     | Leuge               | =                   | 1 ½                 | milia passuum       | ≈                   | 2,22                |                     | km                  |  | 7500  |

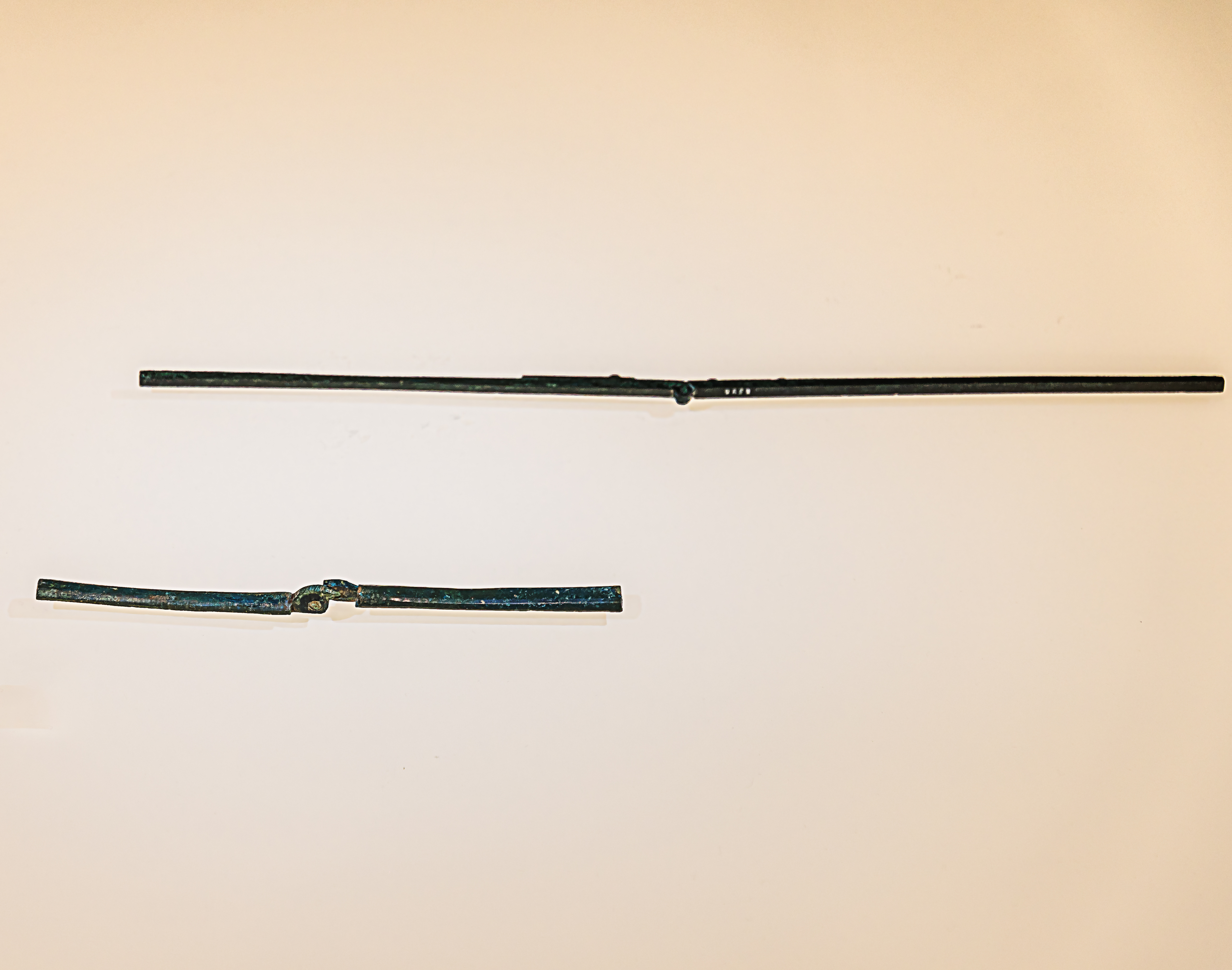
Zwei römische Bronzemaßstäbe von 1 und ½ Fuß Länge

Die in der Tabelle angegebenen metrischen Maße sind Orientierungswerte und beruhen rechnerisch auf einem Fuß zu 296 mm.
Man beachte, dass der Plural der römischen Meile korrekt milia passuum lautet. Alternativ kann die Meile auch mit „Meilenstein“, milliarium (Plural milliaria) bezeichnet werden.
 Statistisch ist der römische Fuß 296 mm lang, das tatsächlich verwendete Maß konnte aber durch ungenaue Messmethoden und -geräte um mehrere mm abweichen. Aus Vermessungen archäologischer Fundstücke scheint sich auch eine Reduktion bis zu einem Maß von 294,2 mm bis zum Ende der Antike zu erweisen.
In der römischen Antike wurde der Fuß nicht durch zwölf, also in Zoll geteilt, sondern praktisch ausschließlich in digiti, Sechzehntelfuß.

## Flächenmaße
| Römische Flächenmaße | Römische Flächenmaße | Römische Flächenmaße | Römische Flächenmaße | Römische Flächenmaße | Römische Flächenmaße | Römische Flächenmaße |     |  | actus   |
| pes quadratus        | Quadratfuß           | =                    | 1                    | pes qu.              | ≈                    | 876,16               | cm² |  | 1/14400 |
| scripulum            | Quadratrute          | =                    | 100                  | pedes qu.            | ≈                    | 8,7616               | m²  |  | 1/144   |
| acnua                |                      | =                    | 120                  | pedes qu.            | ≈                    | 10,51                | m²  |  | 1/120   |
| actus minimus        | Ulne Furchen*        | =                    | 1/30                 | actus                | ≈                    | 42,06                | m²  |  | 1/30    |
| clima                | Stückchen            | =                    | ¼                    | actus                | ≈                    | 3,1542               | a   |  | ¼       |
| actus quadratus      | Acker                | =                    | 1                    | Quadratarpent        | ≈                    | 12,62                | a   |  | 1       |
| iugerum              | Joch                 | =                    | 2                    | actus                | ≈                    | 0,2523               | ha  |  | 2       |
| heredium             | Morgen               | =                    | 2                    | iugera               | ≈                    | 0,5047               | ha  |  | 4       |
| centuria             | Großhufe             | =                    | 100                  | heredia              | ≈                    | 50,47                | ha  |  | 400     |
| saltus               | Quadruplex           | =                    | 4                    | centuriae            | ≈                    | 2,019                | km² |  | 1600    |

 *  1 actus minimus ist ein Rechteck von 4 mal 120 Fuß.
Die in der Tabelle angegebenen metrischen Maße sind Orientierungswerte und beruhen rechnerisch auf einem Fuß zu 296 mm.
Der actus (Acker) ist das Quadratarpent (1 Arpent = 12 Zehn-Fuß-Ruten). Das entspricht 14 400 pedes quadrati oder 144 scripula, also etwa einem Achtel Hektar.

## Volumen

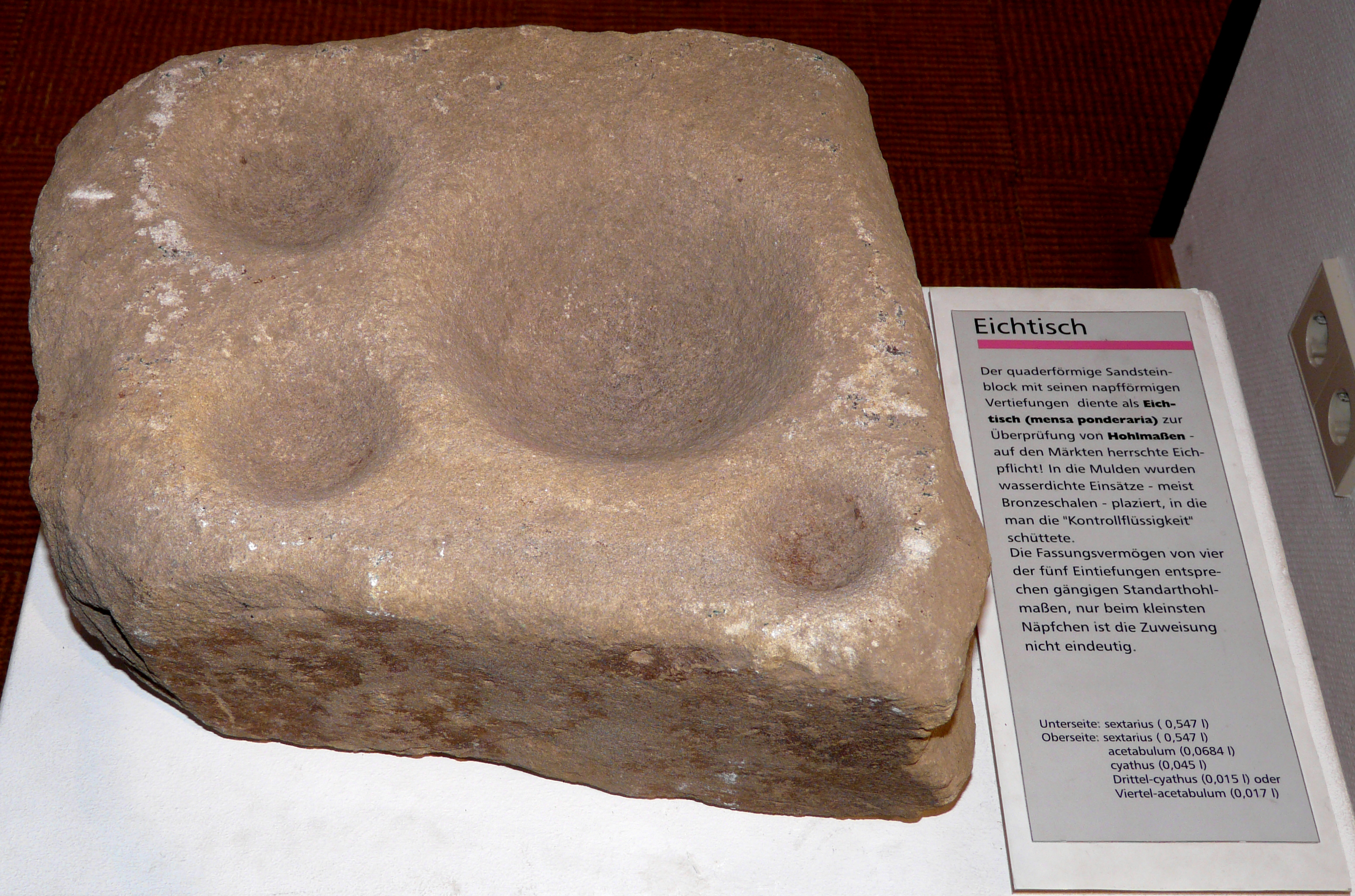
Mensa Ponderaria (Eichtisch) zur Kontrolle von Hohlmaßen (Städtisches Museum „Dörndl“), Wiesloch

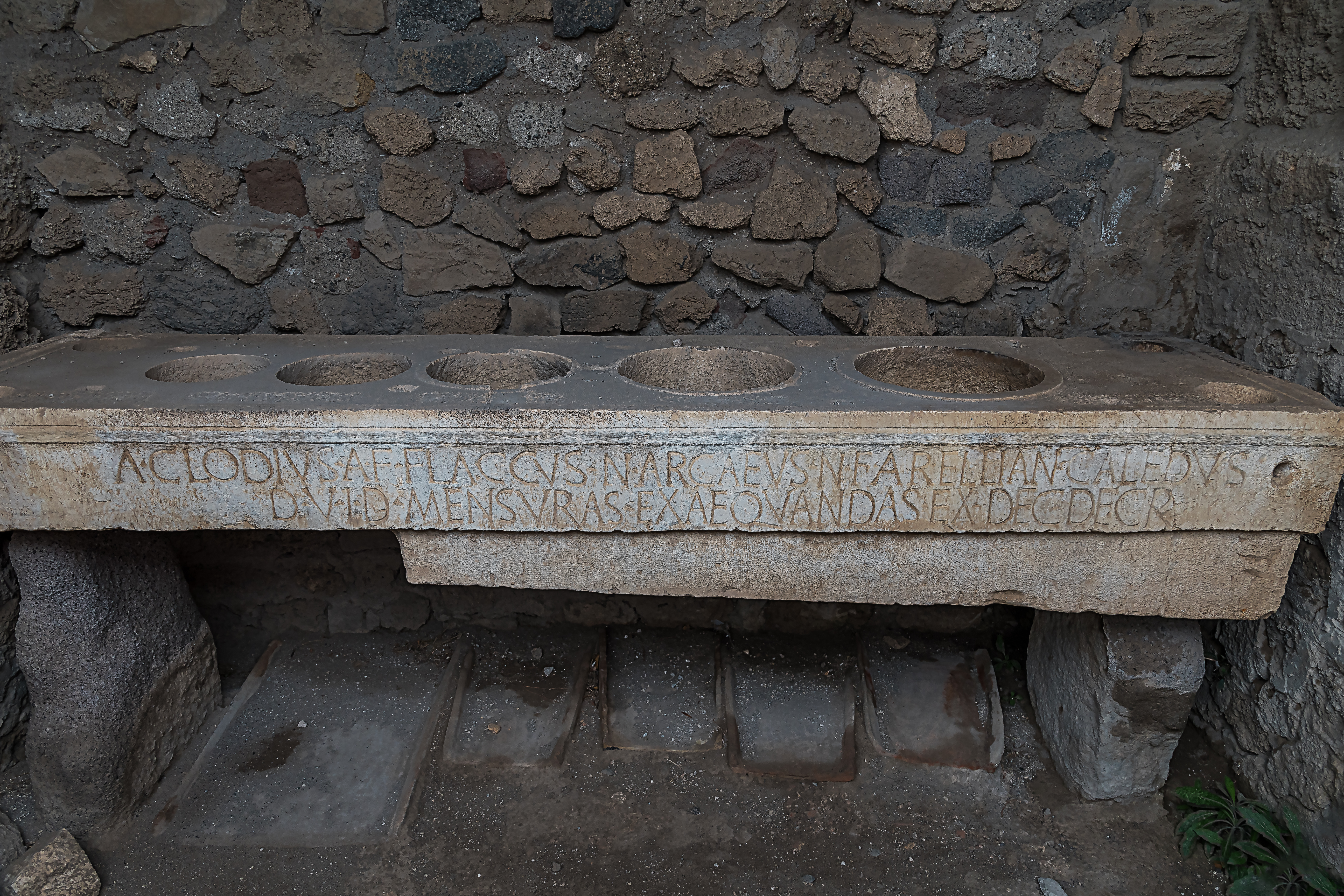
Eichtisch (mensa ponderaria) mit eingelassenen Messeinheiten für Hohlmaße (1. Jahrhundert v. Chr.), Pompeji

### Flüssigmaße
| Römische Flüssigmaße | Römische Flüssigmaße | Römische Flüssigmaße | Römische Flüssigmaße | Römische Flüssigmaße | Römische Flüssigmaße |        |    |  | Sester |
| ligula               | Löffelvoll           | =                    | ¼                    | Dose                 | ≈                    | 11,25  | ml |  | 1/48   |
| cyathus              | Dose                 | =                    | ½                    | Sechstelsester       | ≈                    | 45,0   | ml |  | 1/12   |
| acetabulum           |                      | =                    | ⅛                    | Sester               | ≈                    | 67,5   | ml |  | ⅛      |
| sextans              | Sechstelsester       | =                    | 1/6                  | Sester               | ≈                    | 90,0   | ml |  | 1/6    |
| triens               | Drittelsester        | =                    | ⅓                    | Sester               | ≈                    | 180    | ml |  | ⅓      |
| hemina               | Hemine, Hemina       | =                    | ½                    | Sester               | ≈                    | 270    | ml |  | ½      |
| cheonix              | Cheonix              | =                    | 2                    | Drittelsester        | ≈                    | 360    | ml |  | ⅔      |
| sextarius            | Sester               | =                    | 1/6                  | Kanne                | ≈                    | 540    | ml |  | 1      |
| congius              | Kanne                | =                    | ¼                    | Urne                 | ≈                    | 3,24   | l  |  | 6      |
| urna                 | Urne                 | =                    | ½                    | Amphore              | ≈                    | 12,97  | l  |  | 24     |
| amphora              | Amphore              | =                    | 1                    | Kubikfuß             | ≈                    | 25,93  | l  |  | 48     |
| culleus              | Schlauch             | =                    | 20                   | Amphoren             | ≈                    | 518,69 | l  |  | 960    |

Die in der Tabelle angegebenen metrischen Maße sind Orientierungswerte und beruhen rechnerisch auf einem Fuß zu 296 mm, das ergibt einen Kubikfuß von etwa 25,9 Litern.
Die Amphore („amphora quadrantal“) entspricht dem Kubikfuß. Die Kanne ist zwei Handbreit im Kubik, sie enthält genau sechs Sestern. Daher ihr Name: Sester, ein sechstel Congius. Mit Amphora wird auch ein italienisches Volumenmaß bezeichnet.

### Getreidemaße
| Römische Getreidemaße | Römische Getreidemaße | Römische Getreidemaße | Römische Getreidemaße | Römische Getreidemaße | Römische Getreidemaße |       |    |  | Metze |
| acetabulum            | Schöpflöffel          | =                     | ½                     | Viertelsester         | ≈                     | 67,5  | ml |  | 1/128 |
| quartarius            | Viertelsester         | =                     | ½                     | Hemine                | ≈                     | 135   | ml |  | 1/64  |
| hemina                | Hemine                | =                     | ½                     | Sester                | ≈                     | 270   | ml |  | 1/32  |
| sextarius             | Sester                | =                     | ⅛                     | Gallone               | ≈                     | 540   | ml |  | 1/16  |
| semodius              | Gallone*              | =                     | ½                     | Metze                 | ≈                     | 4,32  | l  |  | ½     |
| modius                | Metze                 | =                     | ⅓                     | Scheffel              | ≈                     | 8,64  | l  |  | 1     |
| quadrantal            | Scheffel              | =                     | 1                     | Kubikfuß              | ≈                     | 25,93 | l  |  | 3     |

* wörtlich:  halbe Metze

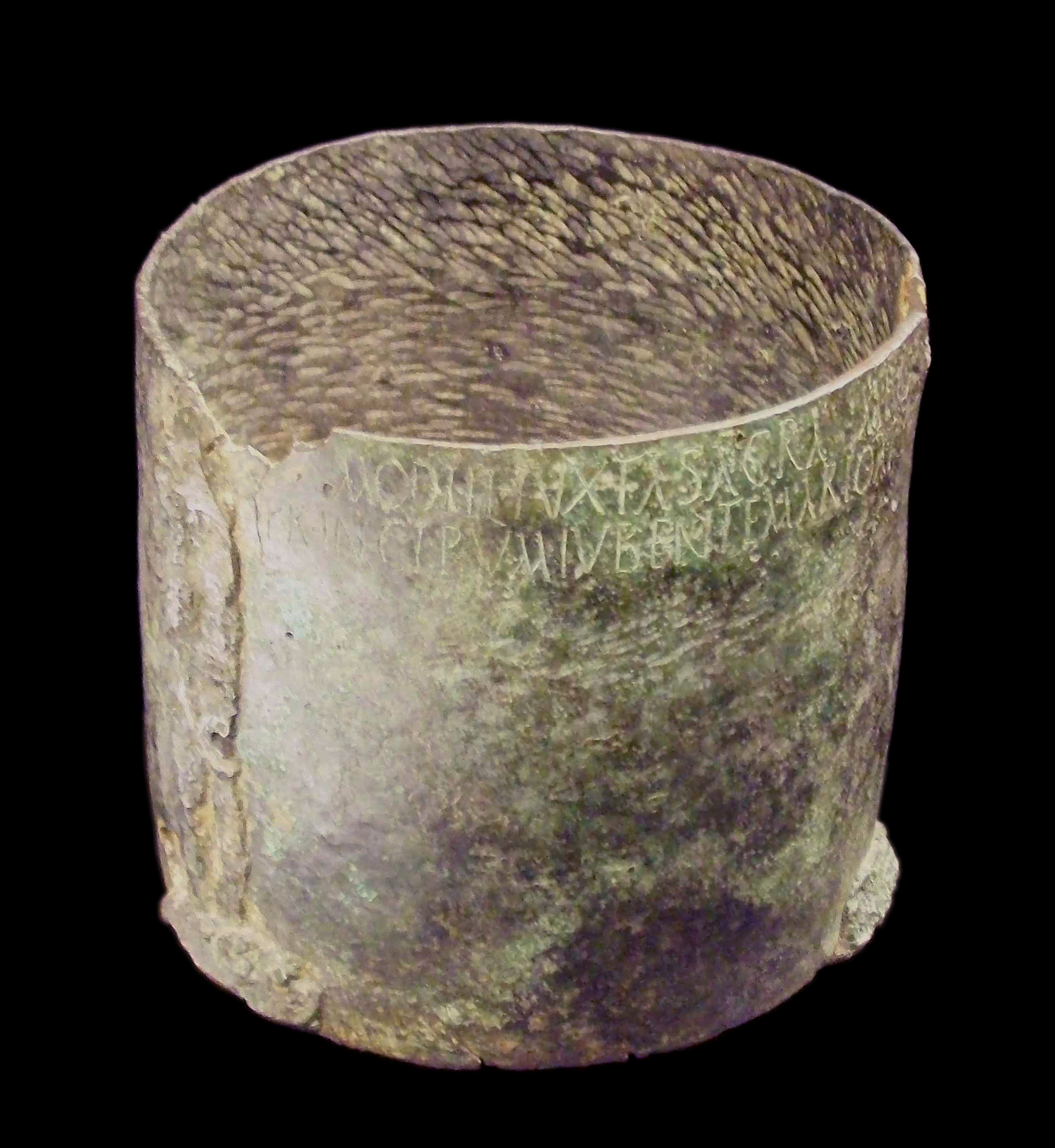
Modius (4. Jahrhundert)

Die in der Tabelle angegebenen metrischen Maße sind Orientierungswerte und beruhen rechnerisch auf einem Fuß zu 296 mm, das ergibt einen Kubikfuß von etwa 25,9 Litern.

## Gewichte
Die in der Tabelle angegebenen Maße in metrischen Einheiten sind Orientierungswerte und beziehen sich rechnerisch auf den willkürlich festgelegten Wert zu 47 Milligramm für das römische Gerstenkorn; siehe unten für Versuche zur Bestimmung des historischen Werts (der Libra).
| Römische Gewichte | Römische Gewichte | Römische Gewichte | Römische Gewichte | Römische Gewichte | Römische Gewichte |      |    |  | Gran | Chalkus | Obolus | Drachme | Unze  | Pfund  | Mina   |
| granum            | Gran              | =                 | ⅔                 | Chalkus           | ≈                 | 47   | mg |  | 1    | ⅔       | 1/12   | 1/72    | 1/576 | 1/6912 | 1/9216 |
| chalcus           | Chalkus           | =                 | ⅛                 | Obolus            | ≈                 | 70,5 | mg |  | 1½   | 1       | ⅛      | 1/48    | 1/384 | 1/4608 | 1/6144 |
| siliqua           | Siliqua           | =                 | ⅓                 | Obolus            | ≈                 | 188  | mg |  | 4    | 2 ⅔     | ⅓      | 1/18    | 1/144 | 1/1728 | 1/2304 |
| obolus            | Obolus            | =                 | ½                 | Skrupel           | ≈                 | 564  | mg |  | 12   | 8       | 1      | 1/6     | 1/48  | 1/576  | 1/768  |
| scrupulum         | Skrupel           | =                 | ⅓                 | Drachme           | ≈                 | 1,13 | g  |  | 24   | 16      | 2      | ⅓       | 1/24  | 1/288  | 1/384  |
| drachma           | Drachme           | =                 | ½                 | Schekel           | ≈                 | 3,38 | g  |  | 72   | 48      | 6      | 1       | ⅛     | 1/96   | 1/128  |
| sicilicus         | Schekel           | =                 | 2                 | Drachmen          | ≈                 | 6,77 | g  |  | 144  | 96      | 12     | 2       | ¼     | 1/48   | 1/64   |
| uncia             | Unze              | =                 | 4                 | Schekel           | ≈                 | 27,1 | g  |  | 576  | 384     | 48     | 8       | 1     | 1/12   | 1/16   |
| libra             | Pfund             | =                 | 12                | Unzen             | ≈                 | 325  | g  |  | 6912 | 4608    | 576    | 96      | 12    | 1      | ¾      |
| mina              | Mine              | =                 | 16                | Unzen             | ≈                 | 433  | g  |  | 9216 | 6144    | 768    | 128     | 16    | 1 ⅓    | 1      |

### Das Gewicht der Libra
Seit der Renaissance bis in die Gegenwart wurden unzählige Versuche unternommen, den historischen Wert der römischen Libra genauer zu bestimmen.

#### Die schwere Libra
Im Jahr 1838 schlug August Boeckh vor, dass das römische Pfund 6165 französischen grain entspricht. Das ergibt einen Wert von (1/18.82715) × 6165 gleich ca. 327,453 g. Dieser Wert wurde im Jahr 1856 von Theodor Mommsen in seinem Ersten Buch zur Römischen Geschichte übernommen sowie später auch in seinem Werk Geschichte des römischen Münzwesens (Berlin, 1860).

#### Die leichte Libra
Im Jahr 1920 behauptete Lucien Naville, eine römische Libra habe ein Gewicht von nur 322,56 Gramm, wobei er von einem Solidus (= 1/72 Libra) von genau 4,48 Gramm ausging. Rosati vertrat 1953 den gleichen Wert. Allerdings impliziert dieser Wert, die Römer hätten, um zu ihrem Pfund zu kommen, das ägyptisch-römische Talent von recht genau 26 Kilogramm zunächst durch 63 geteilt, dann nochmals durch 128, um dann schließlich das Ergebnis noch mit 100 zu multiplizieren. Beziehungsweise, was das gleiche Resultat ergibt: Talent durch 80,64  – das ist gleich das (spätere) Karlspfund –  durch 2, durch 63 [aber weshalb?], mal 100. Ein sehr umständlicher, somit wenig wahrscheinlicher Weg. Ein so niedriger Wert für die römische Libra wird auch sonst durch weiter nichts gestützt. Deshalb wird heute eine so leichte römische Libra auch von niemandem mehr vertreten.

#### Die mittlere Libra
Dennoch sind sich die heutigen historischen Metrologen weitgehend darin einig, dass der Böckhsche Wert wohl zu hoch ist. Schon Grierson schrieb 1960: „Die meisten Nachschlagewerke unterstellen [weiterhin] die Richtigkeit des Wertes 327,45 Gramm für das römische Pfund. Dazu sind die Gelehrten gewöhnlich aus Bequemlichkeitsgründen“ (wörtlich: „for the sake of convenience“) „bereit, obwohl sie gleichzeitig zugeben, dass dieser Wert wahrscheinlich zu hoch ist.“
Auch der 1963 in Ungarn gefundene Schatz von Szikáncs, der fast 1500 aus der Spätantike stammende römische Solidi beinhaltet, stützt einen geringeren Wert als ca. 327½ Gramm.
Alle Werte zwischen etwa 323,2 und 326,4 Gramm, also im Intervall 324,8 ±1,6 Gramm, können als mittlere römische Libra bezeichnet werden.
Bereits 1690 vertrat François Le Blanc einen solchen mittleren Wert. Auch Soetbeer, 1858 und Guilhiermoz, 1906 kamen zum selben Ergebnis. Alle drei gingen dabei allerdings vom – ihrer Meinung nach wohl idealen – Wert von genau 6144 französischen Grain aus, also von 6144 × (1/18,82715) gleich ca. 326,337 Gramm. (Letztlich hatten Le Blanc, Soetbeer und Guilhiermoz gar nicht unrecht. Sie ignorierten dabei aber das französische Gewichtskomma von 3136 : 3125, daher ihr nicht ganz korrekter Wert. S. Karlspfund#Französische Ableitungen.) In den letzten Jahrzehnten wurden vor allem drei weitere mittlere Werte vertreten: genau 324 Gramm von Crawford (1974), mit dem expliziten Hinweis auf die gute Teilbarkeit dieser Zahl. Im Jahr 2004 hat der professionelle belgische Numismatiker Jean Elsen in einer wohldokumentierten Arbeit den Wert 326 Gramm vorgeschlagen. Bereits 1973 hatte Wolfgang Hahn den Wert 325 Gramm berechnet.
Der letztere, Hahn’sche Wert erscheint angemessen, weil dieser Wert den Weg der einfachsten, vernünftigen Herleitung der griechischen Mine beschreitet. Die Griechen haben demnach das ägyptisch-römische Talent zu ziemlich genau 26 Kilogramm einfach durch 60 geteilt, um zu ihrer Mine zu kommen. Die römische Libra ist ¾ der griechischen Mine.
Die griechische Mine steht demnach zum Karlspfund im Verhältnis 60 : 64 bzw. 15 : 16, so wie die römische Libra mit dem Karlspfund die einfache Ratio 125 : 100 bzw. 5 : 4 unterhält.
 Desgleichen beträgt die Ratio der Mine gegenüber der Kölner Mark 54 : 100 bzw. 27 : 50, genau wie die Ratio zwischen Libra und Kölner Mark 72 : 100 bzw. gekürzt dann 18 : 25 beträgt.
Die obige Tabelle übernimmt prinzipiell den Hahn’schen Wert. Da sich aber aus dem die Primzahl 13 enthaltenden, dezimal gerundeten Wert 325 g ein rechnerisches römisches Gran zu genau 47,01967592 Gramm ergibt, wurde der vereinfachte, sieben-glatte Wert zu genau 47,04 mg für das römische Korngewicht bevorzugt; dabei liegt der eigentliche Hahn’sche Wert nur 0,0432 % unter dem sieben-glatten. Sieben-glatte Werte behaupten allerdings nicht, die römischen Metrologen hätten ihr Korngewicht auf ein Hundertstel Milligramm genau bestimmt, noch dass die moderne historische Metrologie heute diesen Wert mit derselben Präzision feststellen könnte. Sieben-glatte Werte stellen nur eine praktische – aber auch klar innerhalb des für das jeweilige Maß ermittelten Variationskoeffizienten liegende – Over-all-Rundung aller, auch der abgeleiteten Maße dar.

### Griechische vs. römische Drachme
Die griechische Drachme ist der 100. Teil der Mina; die römische der 96. Teil der Libra. So beträgt die Ratio zwischen römischer und griechischer Drachme genau 25 : 32. 

### Die Vielfachen der Unze
Alle einfachen Vielfache der römischen Unze haben eigene Namen.
| 1  | Unze:  | uncia    |            |
| 2  | Unzen: | sextans  | = 1/6 as   |
| 3  | Unzen: | quadrans | = ¼ as     |
| 4  | Unzen: | trians   | = ⅓ as     |
| 5  | Unzen: | quincunx |            |
| 6  | Unzen: | semis    | = ½ as     |
| 7  | Unzen: | septunx  |            |
| 8  | Unzen: | bes      | = ⅔ as     |
| 9  | Unzen: | dodrans  | = ¾ as     |
| 10 | Unzen: | dextans  | = 5/6 as   |
| 11 | Unzen: | deunx    | = 11/12 as |
| 12 | Unzen: | as       | = 1 libra  |

Eineinhalb Unzen wurde bei den Römern sescuncia genannt.
Siehe auch As (Einheit) als Münze.

## Zeitrechnung
Siehe Hauptartikel: Julianischer Kalender
Der julianische Kalender mit einem Jahr von 365 ¼ Tagen (alle 4 Jahre ein Schaltjahr, ohne Ausnahme) wurde im Jahre 45 v. Chr. eingeführt.

## Scriptores gromatici
Nach ihrem Instrument, der Groma, wurden die römischen Landvermesser Gromatici genannt. Der lateinische Text „Gromatici veteres“ aus der Spätantike, wahrscheinlich aus dem fünften Jahrhundert nach Christus stammend, gibt die damaligen Maßverhältnisse wieder:
Lateinischer Text:
| Digitus, uncia, palmus, Semipes, pes, gradus, Passus, decempeda, pertica, Actus, stadius, miliarius. Palmus habet digitos IIII, uncias III. Semipes habet palmos II. Pes habet palmos IIII. Cubitus habet pedem Iς. Gradus habet pedes IIς. Ulna habet pedes IIII. Passus habet pedes V. Decempeda pedes X digitorum XVI. Pertica habet pedes XII digitorum XVIII. Actus habet pedes CXX perticas X. Stadius habet pedes DCXXV. Miliarius habet pedes V. Porca habet pedes VII CC. Agnus habet pedes XIIII CCCC. Ingrus habet pedes XXVIII DCCC. Versus habet pedes VIII DCXL. | Dimidia sela, pars duodecima unciæ. Sela, secta pars unciæ. Lycus, quarta pars unciæ. Duo sela, tertia pars unciæ. Semiuncia, dimidia unciæ Uncia unciæ. Sescuncia, uncia semis unciæ. Sextam, duae unciæ. Quadran, tres unciæ. Trian, quattuor unciæ. Quincum, quinque unciæ. Semis, sex unciæ. Septum, septem unciæ. Uem, octo unciæ. Dodran, novem unciæ. Dean, decem unciæ. Dabum, undecim unciæ. As, duodecim unciæ. |

Deutsche Übersetzung:
| Der Finger, das Zoll und die Handbreit, Der Halb-Fuß, der Fuß und der einfache Schritt, Der Doppelschritt, die Rute und die 12-Pygmen-Rute, Die Arpentlänge, das Stadion und die Meile. Die Handbreit misst 4 Finger oder 3 Zoll. Der Halb-Fuß misst 2 Handbreit. Der Fuß misst 4 Handbreit. Der Cubitus misst 1½ Fuß. Der einfache Schritt misst 2½ Fuß. Die Ulne misst 4 Fuß. Der Doppelschritt misst 5 Fuß. Die normale Rute misst 10 Fuß zu 16 Fingerbreit. Die 12-Pygmen-Rute misst 12 Fuß zu 18 Fingerbreit. (Also: 12 Pygmen gleich 216 Fingerbreit) Die Arpentlänge misst 120 Fuß oder 10 12-Pygmen-Ruten. Das Stadion misst 625 Fuß. Die Meile misst 5 000 Fuß. Die Porca misst 7 200 Quadratfuß. (Gleich zwei Stückchen Land oder ein halber Acker.) Der Acker misst 14 400 Quadratfuß. Das Joch misst 28 800 Quadratfuß. Der Versus misst 8 640 Quadratfuß. (Gleich 60 Quadratruten oder 1⅔ Stückchen.) | Die Halb-Sela ist der zwölfte Teil der Unze. (Gleich zwei Skrupel.) Die Sela ist der sechste Teil der Unze. (Gleich vier Skrupel.) Der Lycus, die Viertel-Unze. (Gleich zwei Siliqua.) Die Doppel-Sela, die Drittel-Unze. (Gleich acht Skrupel.) Die Semiuncia, die Hälfte eine Unze. Die Unze. Die Sescuncia, eineinhalb Unzen. Der Sextans, zwei Unzen. Der Quadrans, drei Unzen. Der Trians, vier Unzen. Die Quincunx, fünf Unzen. Der Semis („ Halb-As “), sechs Unzen. Die Septunx, sieben Unzen. Der Bes, acht Unzen. Der Dodrans, neun Unzen. Der Dextans, zehn Unzen. Die Deunx, elf Unzen. Das As, zwölf Unzen. (Anders gesagt ein Pfund.) |

In diesem Text aus der Spätantike, an der Schwelle zum Mittelalter, sind kleinere Unterschiede im Gebrauch der Maße und Gewichte im Vergleich zur klassischen Zeit festzustellen. Die genannten Grundmaße aber – sowohl in fast allen Namensgebungen als auch in ihren Verhältnissen zu den anderen Maßen – sind gleich geblieben.